# Fredrik Björck
Fredrik Björck (født 22. oktober 1979) er en svensk tidligere fodboldspiller. Han spillede blandt andet for Örgryte i hjemlandet samt for danske Esbjerg fB.
Björck kom til Esbjerg fB i foråret 2008 fra IF Elfsborg, hvor han bl.a. spillede sammen med den tidligere Esbjerg-topscorer Fredrik Berglund. I februar 2010 blev han solgt videre til Tromsø efter EfB's køb af Thomas Gaardsøe.